# Лудвиг фон Вунсторф
Лудвиг фон Вунсторф (на немски: Ludwig von Wunstorf; † сл. 1372) е граф на Роден при Минден и Вунсторф в Долна Саксония.

## Произход
Той е син на граф Йохан I фон Роден-Вунсторф-Лауенроде († 4 април 1334) и втората му съпруга Валбург фон Росдорф († 7 август 1358), дъщеря на Лудвиг фон Росдорф, господар на Берг Хардегзен († 1296) и Гизела фон Аденойз († сл. 1300). Брат е на граф Лудолф III фон Вунсторф († 1391) и на Хилдегунда фон Роден († сл. 1335), абатиса на Гернроде (1334 – 1335).
Неговият род играе важна роля в ранната история на град Хановер. През 1130 – 1140 г. графовете фон Роден построяват „замък Роден“. В края на 12 век те се оттеглят в територията на Вунсторф – Лимер и оставят след конфликт замъка на Шаумбургите. През 1446 г. Вунсторф е продаден на манастир Хилдесхайм. През 1553 г. родът изчезва.

## Фамилия
Лудвиг фон Вунсторф се жени за Лукард фон Вернигероде († сл. 1393), дъщеря на граф Конрад IV фон Вернигероде († сл. 24 юни1373) и Елизабет (или Лутруд) фон Хонщайн-Херинген-Тона († сл. 1347). Те имат един син:
- Хайнрих фон Вунсторф († сл. 1429), граф на Вунсторф, женен за Анна фон Регенщайн († 1416), дъщеря на граф Улрих VII фон Регенщайн († 1375) и Магдалена фон Плауен, родители на Анна/Агнес фон Вунсторф († ок. 1451), омъжена ок. 1435 г. за херцог Барним VIII от Померания († 1451).